# Leo Rosschou
Leo Rosschou Larsen (24. december 1928, Frederiksberg- 13. december 2022) var en dansk atlet (kapgang og langditanceøb).
Leo Rosschou Larsen var medlem af Københavns IF). Han deltog i 20 km gang ved OL 1960 i Rom hvor han plaserade sig på 25. plads. Ved EM 1954 blev det en 14. plads på 10km. Han vandt fem individuelle danske mesterskaber og seks for hold. Det blev til 19 danske rekorder og 12 landskampe.
Rosschou vandt også som løber tre danske hold mesterskaber og var på landsholdet.
I forbindelse med splitringen af KIF i 1973 gik han med i den nystartede AK73. Den hvide AK73- og OK73-klubtrøje med den karakteristiske AK73-blomst, blev designet af ham. Trøjerne havde samme logo på trøjerne blot med et O i stedet for et A.